# Amok de pescado
El Amok de pescado o amok trei (jemer: អាម៉ុកត្រី amŏk trei, [aːmok trəj]) es un pescado en curry al vapor (amok) con una consistencia similar a una mousse, un plato tradicional de jemer. Consiste filetes de pescado mezclados con kroeung, leche de coco y huevos, al vapor durante 20 a 30 minutos en una copa hecha con hojas de plátano con guanábana cimarrona  al fondo.